# Bobrowniki (Tarnowskie Góry)
Bobrowniki, Bobrowniki Śląskie (niem. Bobrownik) – część miasta Tarnowskie Góry, wcześniej wieś.
W latach 1945–1954 siedziba gminy Bobrowniki, zaś w latach 1954–1972 – gromady Bobrowniki.

## Układ przestrzenny
Pod względem ruralistycznym Bobrowniki to średniowieczna wieś typu owalnicowego z zachowanym do dziś charakterystycznym założeniem placowym przy ul. Głównej i stojącą przy nim kaplicą z przełomu XVIII i XIX w. oraz ratuszem dawnej gminy (obecnie Poczta Polska i filia Miejskiej Biblioteki Publicznej w Tarnowskich Górach).
Do Bobrownik należały cztery kolonie:
- Kunszt (niem. Kolonie Friedrichsgrube), powstał w końcu XVIII w., jego oś stanowi ul. Parkowa, zaś w XIX wieku stanowił samodzielną gminą jednostkową; po upadku górnictwa kruszcowego z powrotem włączony do Bobrownik,
- Fajfrowiec (potocznie: Fajfka, niem. Pfeifferkolonie), powstał w XIX w., z pierwotnym wielodrożnicowym rdzeniem osadniczym (przysiółkiem) w zgrupowaniu ulic Topolowej, Kurka i Podmiejskiej, rozrosłym później na północ, aż do Obwodnicy,
- Blachówka (niem. Blechowka) – XIX-wieczna kolonia fryderycjańska, obecnie w granicach administracyjnych Bytomia (ul. Blachówka i część ul. Władysława Łokietka),
- Lazarówka (niem. Lazarowka) – XIX-wieczna kolonia fryderycjańska, obecnie w granicach administracyjnych Bytomia (ul. Lazarówka).

Do Bobrownik zaliczano dawniej również folwarki Karłuszowiec i Segiet, które tworzyły obszar dworski.

## Historia
Zdaniem prof. Jana Drabiny pierwsza wzmianka o wsi służebnej biorącej swoją nazwę od bobrowników (osób dozorujących gony bobrowe) pochodzi z dokumentu wystawionego we Wrocławiu 1 września 1273 roku przez niejakiego Nikolausa, obywatela bytomskiego. Informuje on w nim o wyniku rokowań z opactwem premonstratensów wrocławskich, które dotyczyły villa Bobrownik i dziesięcin w tej wsi świadczonych. Z kolei według dr. hab. Marka Wrońskiego wieś została po raz pierwszy wymieniona 26 stycznia 1369 roku, w dwóch dokumentach traktujących o dokonaniu podziału zamku, miasta (Bytomia) i całej ziemi bytomskiej między księcia oleśnickiego Konrada II i księcia cieszyńskiego Przemysława I, natomiast wcześniejszy, średniowieczny zapis dotyczy Bobrownik położonych nad Brynicą.
Bobrowniki pierwotnie należały do parafii w Reptach. Miejscowość, dawniej odrębna gmina jednowioskowa oraz obszar dworski połączone w 1922 roku, została włączona w 1973 roku do Tarnowskich Gór. Z sąsiednimi Piekarami Rudnymi utworzyła w 1998 dzielnicę Tarnowskich Gór o nazwie Bobrowniki Śląskie-Piekary Rudne. Obie miejscowości funkcjonowały niegdyś jako oddzielne gminy – granicą była polna droga łącząca Bobrowniki z Lasowicami (obecnie ulice: Zwycięstwa, 23 Stycznia) oraz droga biegnąca z Tarnowskich Gór do Bytomia (ul. Józefa Korola).